# Jacopo Bellini
Jacopo Bellini (Venezia, 1396? – 1470?) è stato un pittore italiano cittadino della Repubblica di Venezia, padre di altri due noti pittori, Gentile e Giovanni Bellini e di Nicolosia, sposa di Andrea Mantegna.

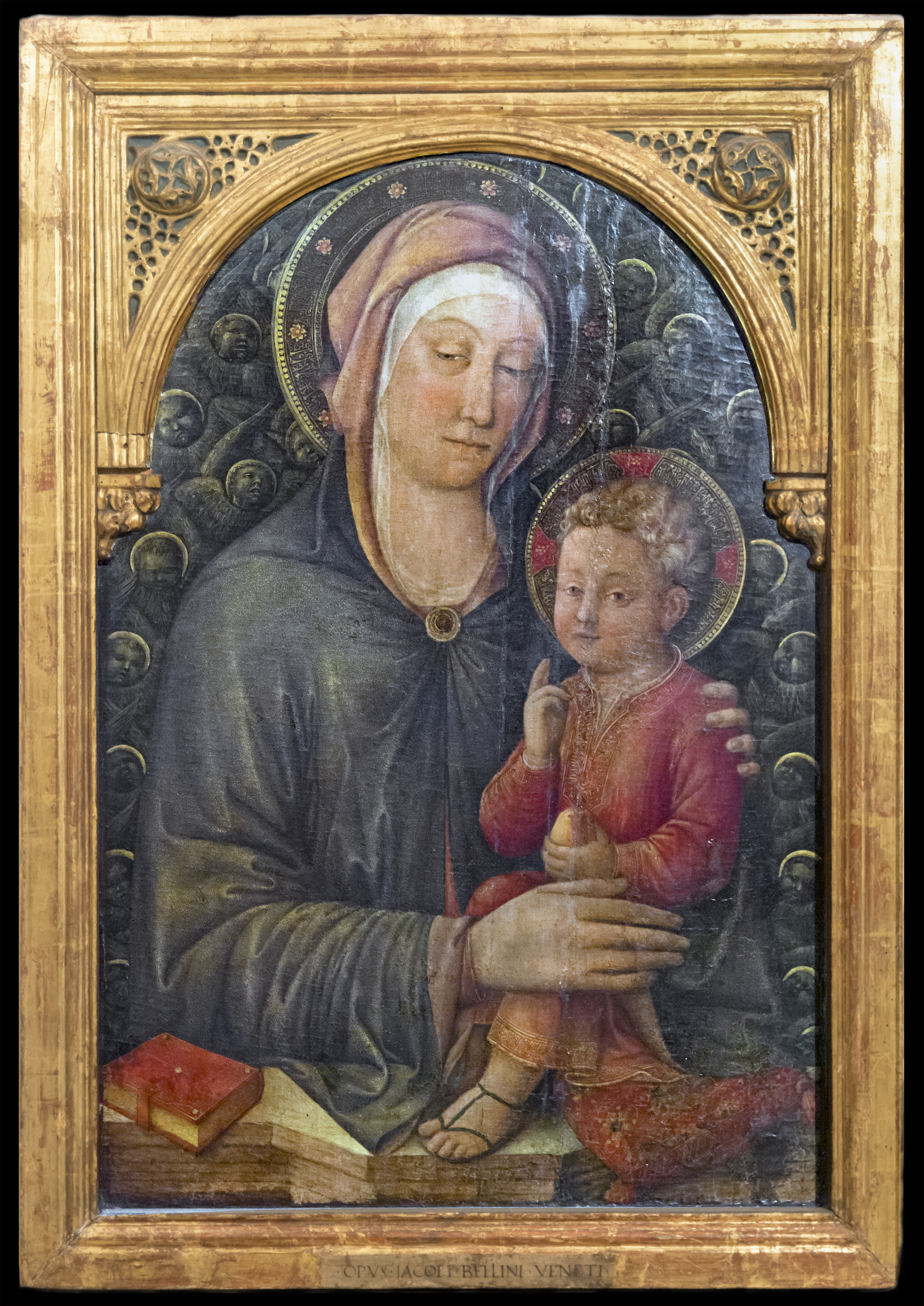
Madonna col Bambino benedicente e cherubini, Venezia, Gallerie dell'Accademia.

La sua opera, al pari di quella di Antonio Vivarini, si pone tra la fine del gotico internazionale e l'inizio del Rinascimento nella città lagunare. In essa possiamo cogliere una progressiva adesione agli stilemi rinascimentali, coniugando i modi internazionali, appresi da Gentile da Fabriano, con la passione antiquaria. Quest'ultima ebbe modo di apprenderla e coltivarla sia a Venezia, a contatto con l'opera di artisti toscani attivi in città, quali Paolo Uccello, Nanni di Bartolo, Fra Filippo Lippi, Andrea del Castagno, Masolino da Panicale e Beato Angelico, sia a Padova, dal genero Andrea Mantegna.

## Biografia

### Formazione con Gentile
Bellini fu allievo e collaboratore di Gentile da Fabriano. Nel 1411-1412 fu a Foligno dove, su disegno del maestro, affrescò con altri allievi Palazzo Trinci con un ancora visibile ciclo. Nel 1423 fu a Firenze, dove poté conoscere le opere dei giovani artisti fiorentini: Brunelleschi, Donatello e Masaccio. Nel 1424 è ricordato a Venezia, dove aprì la sua attivissima bottega in cui, dopo il 1450, entrarono anche i figli Gentile e Giovanni.
Del 1430 circa è la tavola con la Madonna col Bambino, dell'Accademia Carrara, in passato attribuita a Gentile da Fabriano, elemento centrale di un polittico disperso. La scena rappresenta il Bambino mentre gioca con un pettirosso, simbolo, per la macchia rossa sul petto, della sua futura morte. Gli arabeschi in oro su nero del fondo sono stati aggiunti in seguito, forse per riprodurre la decorazione originaria.
Sempre ai primi anni trenta viene attribuita la tavola con la Madonna con Bambino, del Museo Cagnola, assegnata in passato a Jacobello del Fiore, anch'essa facente parte di un polittico. Nella rappresentazione la Madonna seduta in trono tiene in piedi, sul ginocchio destro, il Bambino che allunga lo sguardo e il braccio verso il cardellino, posato sul bracciolo destro del trono, simbolo della futura Passione.

### A Verona e Ferrara
Nel 1436 soggiornò a Verona, dove dipinse una Crocifissione per il Duomo, andata perduta.
Si recò in seguito a Ferrara, dove assieme a Leon Battista Alberti fu al servizio di Lionello d'Este. Qui realizzò, nel 1441, il ritratto di Lionello, perduto, e di questo periodo rimane anche la Madonna dell'Umiltà adorata da un principe della casata Estense, databile al 1440 circa. Il donatore in quest'ultima opera è stato sempre identificato con Lionello d'Este, ma secondo una proposta recente basata su ragioni fisiognomiche, potrebbe trattarsi di un fratello del Marchese, Ugo o Meliaduse.

### La svolta rinascimentale
Tornato a Venezia, mostrò un rinnovamento verso le forme rinascimentali, dovuto alla mediazione dell'opera di Masolino da Panicale, in città tra il 1435 e il 1440, ed assimilata attraverso Antonio Vivarini. Si può vedere questo cambiamento nella Madonna col Bambino della Pinacoteca di Brera, datata al 1448, in cui il parapetto e il libro aperto sono in prospettiva e nelle figure si accentua la monumentalità, stilema ravvisabile anche nella Madonna col Bambino degli Uffizi (1450) e nella Madonna col Bambino della Galleria dell'Accademia Tadini di Lovere.

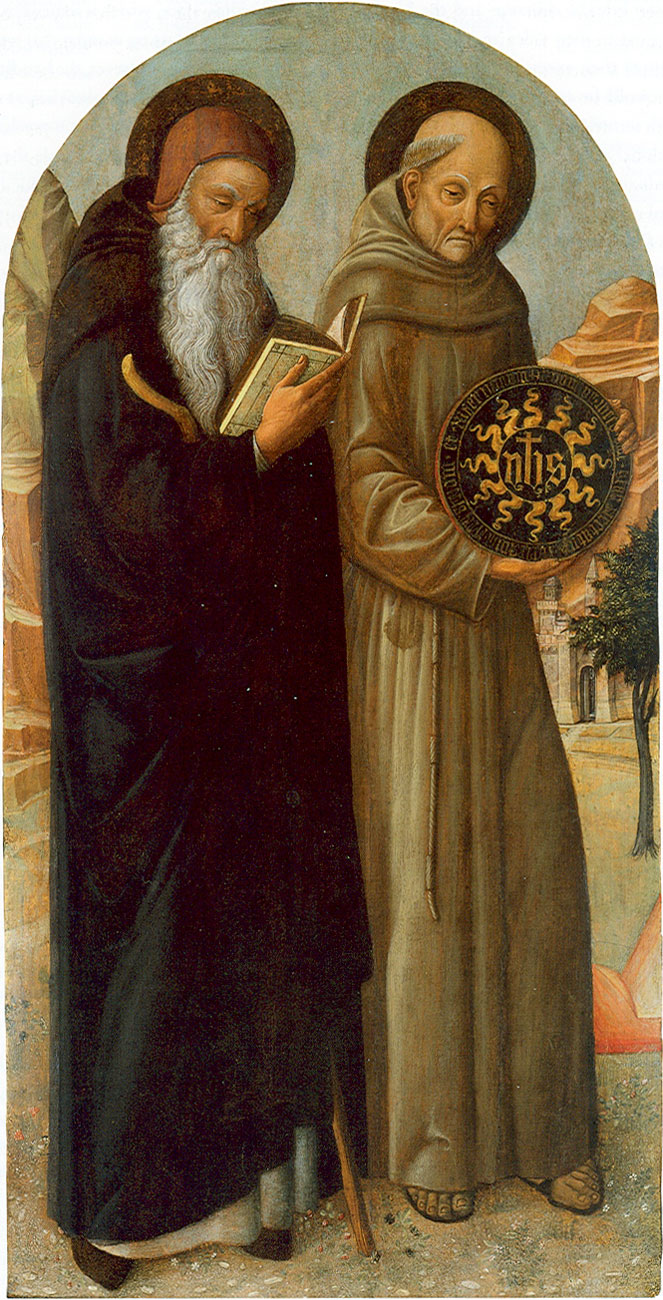
Santi Antonio Abate e Bernardino da Siena, National Gallery of Art, Washington D.C.

A Venezia lavorò nel 1452 alla Scuola Grande di San Giovanni Evangelista e nel 1466 alla Scuola Grande di San Marco, opere entrambe perdute. Del 1455 circa è la Madonna col Bambino benedicente e cherubini delle Gallerie dell'Accademia di Venezia. 

### A Padova
Nel 1460 soggiornò a Padova, dove indirizzò ai problemi prospettici e al classicismo il giovane Andrea Mantegna. Allo stesso anno risale lo scomparto laterale di polittico con sant'Antonio Abate e san Bernardino da Siena, conservato alla National Gallery of Art di Washington, parte forse della pala per la cappella del Gattamelata nella chiesa padovana di Sant'Antonio, eseguita in collaborazione coi figli, o forse destinato insieme a una pretella divisa tra musei e collezioni private di Padova, Ferrara e Venezia per la chiesa di San Giobbe a Venezia sottocommissione del doge Cristoforo Moro. Del 1465 circa è la Madonna col Bambino del LACMA di Los Angeles. 

### Ultima fase
All'ultima fase dovrebbero appartenere sia il rovinato Crocefisso del Museo di Castelvecchio di Verona, opera costruita con una rigorosa prospettiva, sia l'Annunciazione in Sant'Alessandro a Brescia.

## I disegni

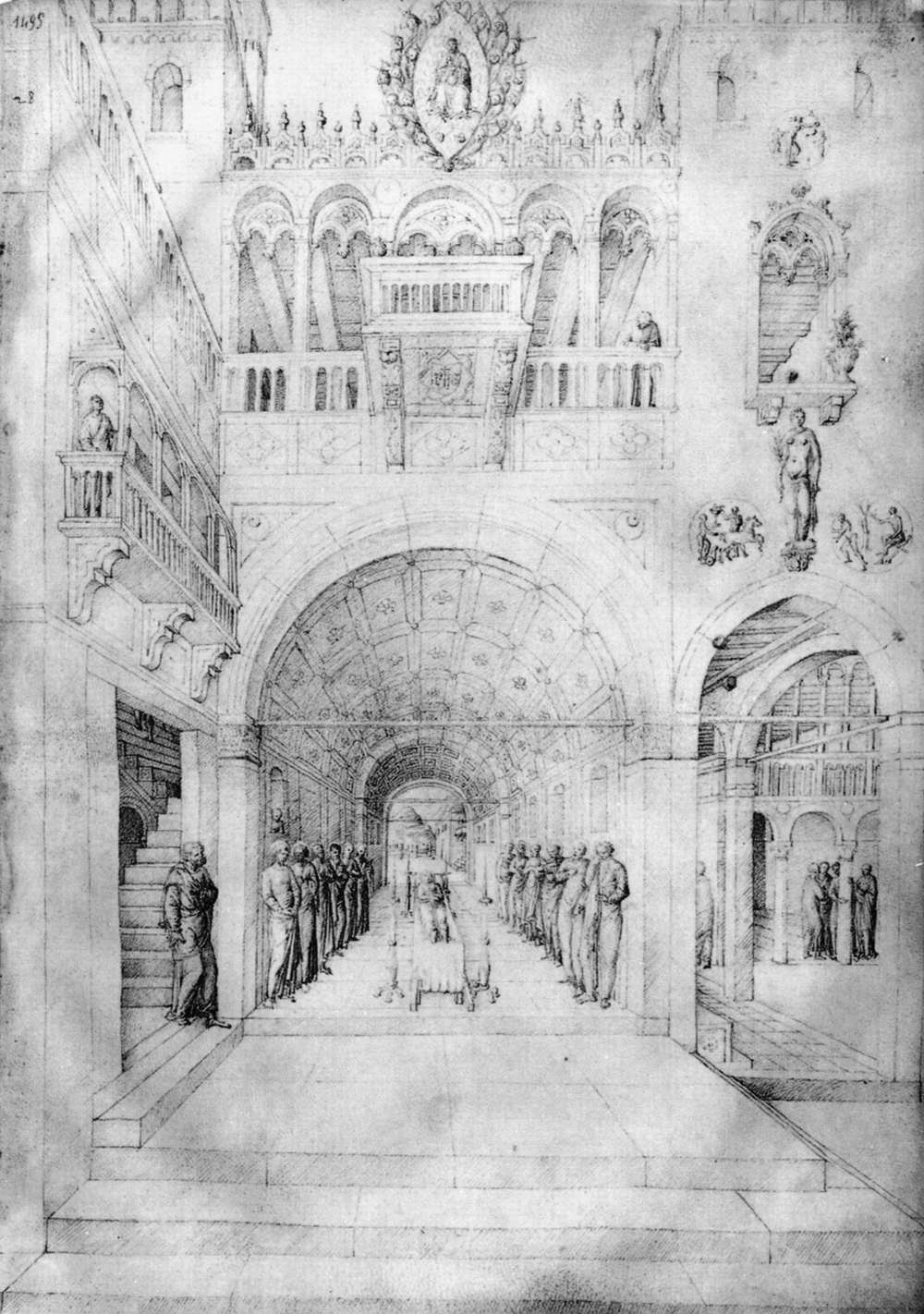
Dormitio Virginis, album del Louvre

Di Jacopo Bellini restano due importanti album di disegni, tra i più antichi esempi conosciuti di disegno autonomo, che venivano utilizzati come repertorio di modelli per la sua bottega. Il primo (1430-1450 circa) si trova al Louvre di Parigi e il secondo (1450-1460 circa) al British Museum di Londra.
Questi disegni sono particolarmente importanti, oltre che per l'altissima qualità, per la posizione al confine tra mondo tardogotico e mondo rinascimentale. La costruzione prospettica, appresa dai fiorentini, è utilizzata per evitare la frammentazione della scena e dare coerenza legando insieme i vari episodi sparsi nella composizione. Le immense architetture sono impostate con vertiginose fughe centrali, puntigliosamente in prospettiva, sebbene con schemi piuttosto semplici, basati sempre su un punto di fuga centrale preso su una linea dell'orizzonte a metà del foglio. 
Al di là dell'impostazione spaziale, i disegni sono caratterizzati da un mondo di stampo tardogotico sostanzialmente intatto, dove una moltitudine di episodi pittoreschi e di dettagli minuti è priva di qualsiasi interesse conoscitivo o etico. Le piccole figure umane hanno unicamente un ruolo accessorio.
Costante è anche la citazione dell'arte classica, soprattutto tramite l'inserimento di statue o la copia di monete come decorazione degli edifici, oppure tramite la scelta di partiti classicheggianti come gli archi a tutto sesto e gli ornati geometrici (anche se la leggiadria resta quella tipica delle architetture veneziane). 
Da questo modo di costruzione deriva una ricostruzione fantastica del mondo antico, sospesa tra tradizione e modernità, tra realtà e favola, dove la citazione è presa singolarmente, decontestualizzata e accostata arbitrariamente, come già avevano fatto Pisanello e la sua bottega.